# Pablo Mastroeni
Pablo Mastroeni (* 29. August 1976 in Mendoza, Argentinien) ist ein ehemaliger US-amerikanischer Fußballspieler und heutiger Trainer argentinischer Abstammung. Zurzeit trainiert er in der nordamerikanischen Fußballprofiliga Major League Soccer Real Salt Lake. 

## Jugend und College
Mastroeni kam im Alter von vier Jahren mit seiner Familie in die USA und ließ sich in Phoenix, Arizona nieder. Er besuchte die öffentliche Thunderbird High School im Nordwesten der Stadt und spielte Fußball für den Santos Futbol Clube.
Von 1994 bis 1997 besuchte er die North Carolina State University in Raleigh, North Carolina. Dort spielte er vier Jahre lang für die College Mannschaft N.C. State Wolfpack.

## Profikarriere
1998 wurde er von Miami Fusion im MLS College Draft ausgewählt und spielte ab seinem zweiten Jahr bei Fusion regelmäßig. Insgesamt stand er bei 100 MLS-Spielen auf dem Platz und erzielte dabei 2 Tore. 2001 wurde er in die MLS Best XI berufen und gewann mit der Mannschaft den MLS Supporters’ Shield.
Am Ende der Saison 2001 stellte Miami den Spielbetrieb ein. Im daraus resultierenden MLS Allocation Draft wurde er von den Colorado Rapids ausgewählt.

## Nationalmannschaft
Am 7. Juni 2002 absolvierte er sein erstes Länderspiel gegen das Team von Ecuador. Im gleichen Jahr gehörte er auch der US-Mannschaft für die Fußball-Weltmeisterschaft an und kam im ersten Gruppenspiel gegen Portugal zum Einsatz.
2006 gehörte er dem Kader für die Fußball-Weltmeisterschaft in Deutschland an. Er kam im Gruppenspiel gegen Italien zum Einsatz und sah dort von Schiedsrichter Jorge Larrionda aufgrund eines groben Foulspieles gegen Andrea Pirlo die rote Karte. Die FIFA-Disziplinarkommission sperrte Mastroeni daraufhin für drei Länderspiele und verurteilte ihn zu Zahlung einer Geldstrafe von 7.500 Schweizer Franken. Durch die Sperre verpasste er auch die ersten beiden Spiele des CONCACAF Gold Cup 2007.
Am 7. Februar 2007 war er während eines Spiels gegen Mexiko Mannschaftskapitän der USA.
Die letzte Nominierung für die US-Mannschaft erhielt er während der Qualifikationsphase für die Weltmeisterschaft 2010. Für den FIFA Confederations Cup 2009 wurde er nicht mehr berücksichtigt.